# KF-XX
KF-XX는 대한민국이 KF-21 기체를 바탕으로 개발중인 6세대 전투기이다.

## 역사
미국 공군은 F-X, 미국 해군 F/A-XX라는 6세대 전투기를 개발중이다.
한국은 KF-21를 다음과 같이 개발할 계획이다.
- KF-21 블록-1, 4.5세대 전투기, 공대공, 2015-2026년
- KF-21 블록-2, 4.5세대 전투기, 공대공, 공대지, 2026-2028년
- KF-21 블록-3, 5세대 전투기, 공대공, 공대지, 2028년 개발시작
- KF-XX, 6세대 전투기, 공대공, 공대지

2020년 윌 로퍼 미 공군 전력획득 담당 차관보는 비공개 세미나에서 차세대 전투기의 실증기가 이미 만들어져 시험비행 중이라고 말했다.

## KF-21 블록-3
한국은 5세대 KF-21 블록-3를 개발한 후에 6세대 KF-XX를 개발할 계획이다. 그러나 일본과 유럽은 5세대 전투기 없이 바로 6세대 전투기를 2035년까지 개발하겠다고 밝혔다.
5세대와 6세대의 차이는, 5세대 스텔스 전투기에 6세대 인공지능이라는 소프트웨어를 탑재한 것이어서, 통합해도 큰 차이는 없다.

## AI 전투기
6세대 전투기는 기존 5세대 스텔스 전투기에 인공지능(AI) 소프트웨어를 탑재한 것이 가장 큰 특징이다.
2015년 10월, 미국 신시내티 대학교의 분사기업 사이버네틱스(Psibernetix)가 개발한 인공지능 알파(ALPHA)가 미 공군의 베테랑 교관 진리(Gene Lee)와의 공중전투 시뮬레이션에서 완승을 거두었다.
알파는 유전적 퍼지 트리(genetic fuzzy tree)라는 시스템을 이용해 결정을 내린다. 이 시스템은 퍼지 로직 알고리즘의 아류로, 상대방의 움직임에 기반한 전략들을 사람이 눈을 깜짝하는 순간보다 250배 더 빠른 속도로 계산해낼 수 있다. en:Genetic fuzzy systems 참조.
켈리 코헨(Kelly Cohen) 미 공군 소속 교수는 알파는 편대를 구성하는 다른 전투기들에 전술적 조언을 제공하고, 편대장의 명령을 수행하는 데 필요한 적절한 방법을 지속적으로 찾아낼 수 있을 것이라고 말했다.
알파를 실행시키는 데는 고성능 컴퓨터가 필요없다. 연구진은 500달러(약 60만원)급 PC 성능의 컴퓨터로 알파를 훈련시켜왔다. 연구진은 35달러(약 4만원)짜리 신용카드 크기 만한 라즈베리 파이(Rasberry Pi) PC에서도 알파를 실행할 수 있다고 밝혔다.
2020년 8월 20일, 미국 국방성의 연구개발을 담당하는 고등방위연구계획국(DARPA)이 18일부터 20일까지 주최한 알파도그파이트(AlphaDogfight) 모의 공중전 대회에서 헤론 시스템즈(Heron Systems)이 개발한 인공지능 알고리즘이 F-16의 5가지 기본 전투기 기동 시나리오 시뮬레이션 전투를 통해 인간 F-16 조종사를 5-0으로 이겼다. en:DARPA AlphaDogfight 참조.

## 비교
각국은 6세대 전투기를 개발중이다. 실전배치일만 비교해 본다.
- 미국 : 2028년 '차세대 공중 지배'(NGAD) 사업
- 일본,  영국,  이탈리아 : 2036년 '글로벌 전투항공 프로그램(GCAP)' 사업
- 중국 : 2035년
- 러시아 : 2035년
- 대한민국 : 2040년 KF-XX

## 사우디아라비아
2023년 12월 13일, 일본, 영국, 이탈리아는 중국의 안보 위협에 맞서기 위해 2036년까지 6세대 전투기를 공동 개발하기로 '글로벌 전투항공 프로그램(GCAP)' 조약에 서명했다. 2025년 기본설계, 2036년 배치를 목표로 한다.
사우디는 여러 차례 GCAP 참여를 희망한다는 뜻을 밝혔다. 2023년 7월에는 무함마드 빈 살만 알 사우드 사우디아라비아 왕세자 겸 총리가 기시다 후미오 일본 총리와 만나 뜻을 전달하기도 했다. 하지만 일본은 작업이 많이 완료된 데다 2036년까지 프로젝트를 마무리하는 일정이 빡빡하다며 반대 입장을 표명한 것으로 알려졌다.
반면에, 영국 BAE 시스템즈의 임원 헤르만 클레센은 사우디가 GCAP에 참여할 경우 일정이 늦춰질 것인지 묻는 질문에 "절대로 그렇지 않다"고 답했다. 영국은 전략적 파트너 국가인 사우디의 GCAP 참여에 긍정적이다.
2024년 1월 23일, 한국 국방부와 국방과학연구소(ADD) 고위 관계자들은 사우디를 극비에 방문했다. 칼레드 빈 후세이 알 비야리(Khaled bin Hussein Al-Biyari) 사우디 국방부 정무차관 등 관계자들을 만났다. 6세대 전투기 공동개발에 관해 논의했다. 한국 정부는 사우디에 6세대 전투기 개념 계획을 제시했다. KF -21을 바탕으로 개발 기간을 대폭 줄일 수 있다는 점을 강조했다.